# ミスター・ラッキー (ジョン・リー・フッカーのアルバム)
『ミスター・ラッキー』（Mr. Lucky）は、アメリカ合衆国のブルース・ミュージシャン、ジョン・リー・フッカーが1991年に発表したスタジオ・アルバム。ヴァージン・レコード傘下のブルース・レーベル、ポイントブランク移籍第1弾アルバムとしてリリースされた。

## 背景
1989年のアルバム『ザ・ヒーラー』と同様、ブルース界やロック界から多くのゲストを迎えた作品で、本作のゲストのうちカルロス・サンタナとロバート・クレイは、『ザ・ヒーラー』に引き続いての参加となった。本作の裏ジャケットには、サンタナやクレイに加えてアルバート・コリンズ、ライ・クーダー、ジョン・ハモンド、ジョニー・ジョンソン、ブッカー・T・ジョーンズ、ヴァン・モリソン、キース・リチャーズ、ジョニー・ウィンターといったフィーチャリング・ミュージシャンの名前が列記されている。
フッカー自身は、本作のタイトルについて「『ザ・ヒーラー』が大成功したから、このアルバムもそうなるように『ミスター・ラッキー』と名付けた」と説明している。

## 反響
母国アメリカのBillboard 200では101位に達した。一方、イギリスでは1991年9月21日付の全英アルバムチャートで初登場3位となり、自身唯一の全英トップ10入りを果たした。ニュージーランドのアルバム・チャートでは24週連続でトップ50入りし、最高9位を記録。

## 収録曲
特記なき楽曲はジョン・リー・フッカー作。
1. アイ・ウォント・トゥ・ハグ・ユー - "I Want to Hug You" - 2:56
2. ミスター・ラッキー - "Mr. Lucky" (John Lee Hooker, Al Smith) - 4:41
3. バックスタバーズ - "Backstabbers" (J. L. Hooker, A. Smith) - 5:06
4. ティス・イズ・ヒップ - "This Is Hip" - 3:27
5. アイ・カヴァー・ザ・ウォーターフロント - "I Cover the Waterfront" - 6:44
6. ハイウェイ13 - "Highway 13" - 6:37
7. ストリップド・ミー・ネイキッド - "Stripped Me Naked" (J. L. Hooker, Benny Rietveld, Carlos Santana, Chester Thompson) - 4:57
8. スージー - "Susie" - 4:27
9. クローリン・キングスネイク - "Crawlin' Kingsnake" - 3:22
10. ファザー・ウォズ・ア・ジョッキー - "Father Was a Jockey" - 5:02

## 参加ミュージシャン
- ジョン・リー・フッカー - ボーカル、ギター
- マイケル・オズボーン - ギター(#1)
- ロバート・クレイ - ギター、ボーカル(#2)
- ティム・カイハツ - ギター(#2)
- アルバート・コリンズ - ギター(#3)
- ライ・クーダー - ギター(#4)
- ヴァン・モリソン - ボーカル、ギター(#5)
- ジョン・ハモンド - ギター、ハーモニカ(#6, #10)
- カルロス・サンタナ - ギター(#7)
- ジョニー・ウィンター - ギター(#8)
- キース・リチャーズ - ギター(#9)
- ジョニー・ジョンソン - ピアノ(#1, #4)
- ジミー・ピュー - ハモンドオルガン(#2)
- ディーコン・ジョーンズ - ハモンドオルガン(#3)
- ブッカー・T・ジョーンズ - ハモンドオルガン(#5)
- チェスター・トンプソン - キーボード(#7)
- スティーヴ・アーマン - ベース(#1, #6, #10)
- リチャード・カズンズ - ベース(#2)
- ジム・ガイエット - ベース(#3)
- ニック・ロウ - ベース(#4)
- モーリス・クリドリン - ベース(#5)
- ベニー・リートヴェルド - ベース(#7)
- ジェフリー・ガンツ - ベース(#8)
- ラリー・テイラー - ベース(#9)
- スコット・マシューズ - ドラムス(#1, #5, #6, #9, #10)
- ケヴィン・ヘイズ - ドラムス(#2)
- ボーウェン・ブラウン - ドラムス(#3)
- ジム・ケルトナー - ドラムス(#4)
- ゲイロード・バーチ - ドラムス(#7)
- トム・コンプトン - ドラムス(#8)
- ケン・ベイカー - サクソフォーン(#3)
- ラウル・リコウ - コンガ(#7)
- カール・ペラーゾ - ティンバレス(#7)
- ボビー・キング - バッキング・ボーカル(#4)
- テリー・エヴァンス - バッキング・ボーカル(#4)
- ウィリー・グリーン - バッキング・ボーカル(#4)